# Топтыково (Липецкая область)
Топтыково — село Чаплыгинского района Липецкой области, административный центр Люблинского сельсовета. 

## Географическое положение
Село расположено в 22 км на север от райцентра города Чаплыгин.

## История
Введенское, Таптыково тож, в качестве селе упоминается в Ряжских окладных книгах 1676 г., где замечено, что находящаяся в том селе деревянная Введенская церковь освящена в 1710 г., а данью обложена в 1711 г. 11 июня. Деревянная Введенская церковь около 1830 г. была возобновлена помещиком Тимофеем Акимовым Куровым. Каменная Введенская церковь с приделом Смоленским построена в 1855 г. В 1881-82 годах церковь была возобновлена внутри и снаружи, пришедшая в ветхость и угрожавшая падением колокольня была разобрана в том же году. 
В XIX — начале XX века село входило в состав Нарышкинской волости Раненбургского уезда Рязанской губернии. В 1906 году в селе было 54 дворов.
С 1928 года село входило в состав Люблинского сельсовета Троекуровского района Козловского округа Центрально-Чернозёмной области, с 1954 года — в составе Липецкой области, с 1963 года — центр Люблинского сельсовета Чаплыгинского района.

## Население
| 1859 | 1906 | 2010 |
| ---- | ---- | ---- |
| 333  | ↗405 | ↘399 |

## Инфраструктура
В селе имеются МБОУ основная школа с. Топтыково, дом культуры, отделение почтовой связи.